# (26171) Katsunorikataoka
(26171) 1996 BY2 est un astéroïde de la ceinture principale de 9,61 km de diamètre découvert en 1996.

## Description
(26171) 1996 BY2 a été découvert le 17 janvier 1996 à l'observatoire de Kitami, situé à l'est d'Hokkaidō (Japon), par Kin Endate et Kazuro Watanabe.

### Caractéristiques orbitales
L'orbite de cet astéroïde est caractérisée par un demi-grand axe de 2,48 UA, un périhélie de 2,01 UA, une excentricité de 0,19 et une inclinaison de 4,10° par rapport à l'écliptique. Du fait de ces caractéristiques, à savoir un demi-grand axe compris entre 2 et 3,2 UA et un périhélie supérieur à 1,666 UA, il est classé, selon la JPL Small-Body Database, comme objet de la ceinture principale.

### Caractéristiques physiques
(26171) 1996 BY2 a une magnitude absolue (H) de 14,1 et un albédo estimé à 0,048, ce qui permet de calculer un diamètre de 9,61 km. Ces résultats ont été obtenus grâce à la méthode radiométrique en utilisant les données d'observations obtenues par le télescope spatial infrarouge IRAS lancé en 1983 et qui a permis d'élaborer le catalogue IRAS Minor Planet Survey (IMPS).